# Indice de saponificare
Indicele de saponificare reprezintă numărul de miligrame de hidroxid de potasiu necesare pentru a saponifica 1 gram de grăsime, în anumite condiții specificate de lucru. Determinarea indicelui de saponificare este o metodă de a determina masa moleculară medie (sau lungimea catenelor) corespunzătoare tuturor acizilor grași prezenți în grăsime.

## Interpretare
Acizii grași cu catenă mai lungă se regăsesc în grăsimile care au un indice de saponificare mai mic, deoarece în acest caz numărul de grupe funcționale carboxil este mai mic raportat la unitatea de masă a grăsimii, în comparație cu acizii grași cu catenă mai scurtă. Dacă mai mulți moli de bază sunt necesari pentru saponificarea a N grame de grăsime, atunci se regăsesc mai mulți moli de grăsime și catenele sunt mai scurt, conform relației:
Numărul de moli = masa de grăsime / masa moleculară medie